# Cubierta de vuelo blindada
Una cubierta de vuelo blindada es una cubierta de vuelo de un portaaviones que incorpora una cantidad importante de blindaje en su diseño.
A menudo se hacen comparaciones entre algunos de los diseños de la Royal Navy (RN, en castellano:Armada Real) y la Armada de Estados Unidos (en inglés: United States Navy, USN). Las dos armadas siguieron diferentes filosofías para el uso de blindajes en las cubiertas de vuelo de sus portaaviones comenzando con el diseño de la clase Illustrious de la Armada Real y finalizando con el diseño de la clase Midway, cuando la Armada de Estados Unidos también adoptó las cubiertas de vuelo blindadas. Las dos clases que se pueden comparar más fácilmente son la clase Illustrious y la clase Implacable de la Armada Real y sus contemporáneos más cercanos de la Armada de Estados Unidos, las clases Yorktown y Essex. La clase Illustrious fue seguida por la clase Yorktown pero precedió a la clase Essex, mientras que el diseño de la clase Implacable es anterior a la clase Essex pero estos buques fueron completados después de los primeros buques de la clase Essex. El desarrollo de los portaaviones con cubiertas de vuelo blindadas continuó durante la Segunda Guerra Mundial y antes del final de esta, tanto la Armada de Estados Unidos, con el portaaviones USS Midway, como la Armada Imperial Japonesa (en inglés: Imperial Japanese Navy, IJN), con los portaaviones Taihō y Shinano, pondrían en servicio portaaviones con cubierta de vuelo blindada, mientras que todos los portaaviones de flota estadounidenses construidos desde el año 1945 poseen cubiertas de vuelo blindadas. El resto de la fuerza de portaaviones de la IJN durante la Segunda Guerra Mundial tenía cubiertas de vuelo sin blindaje de la misma forma que las clases Yorktown y Essex de la Armada de Estados Unidos.

## Diseño
Al escoger el mejor diseño para sus portaaviones, los británicos tuvieron que considerar las ventajas y desventajas de las diferentes opciones de diseño para el hangar. Se debía escoger entre hangares cerrados o abiertos y la localización del blindaje. La posición de la cubierta más resistente afecta la resistencia del casco. Mientras más separadas está la cubierta de la quilla, más fuerte es el diseño. Si la cubierta de vuelo era colocada sobre la cubierta principal entonces esta debía ser construida de tal forma que permitiera el movimiento con secciones de expansión. Un diseño de hangar cerrado era el más fuerte estructuralmente y permitía un casco más liviano y la Armada Real desarrolló este concepto un paso más y diseño la cubierta de vuelo blindada para que también actuara como una cubierta de resistencia sin ninguna placa en su parte inferior, logrando de esta forma una cubierta de vuelo blindada con el desplazamiento más bajo posible.
Los portaaviones que fueron construidos con cubiertas blindadas caen en dos tipos distintos – aquellos con blindaje al nivel de la cubierta de vuelo protegiendo al hangar y aquellos que solo tenían blindaje entre la cubierta del hangar y los niveles inferiores del buque. Los diferentes grosores de blindaje y como se distribuían, son descritos en la siguiente tabla.
| Clase (desplazamiento estándar) | Cubierta de vuelo     | Cubierta principal                       | Cinturón lateral                                |
| ------------------------------- | --------------------- | ---------------------------------------- | ----------------------------------------------- |
| Yorktown (19.875 toneladas)     | n/a                   | 1,5 pulgadas (38 mm)                     | 2,5 – 4 pulgadas (64 – 101 mm)                  |
| Ark Royal (22.000 toneladas)    | 0,75 pulgadas (19 mm) | 3,5 pulgadas (89 mm)                     | 4,5 pulgadas (114 mm)                           |
| Illustrious (23.000 toneladas)  | 3 pulgadas (76 mm)    | 2 pulgadas (51 mm)                       | 4,5 pulgadas (114 mm)                           |
| Shōkaku (25.600 toneladas)      | n/a                   | 3,9 pulgadas (99 mm) sobre la maquinaria | 1,8 pulgadas (46 mm)                            |
| Essex (27.200 toneladas)        | n/a                   | 2,5 pulgadas (64 mm)                     | 4,75 pulgadas (121 mm)                          |
| Taihō (29.770 toneladas)        | 3,1 pulgadas (80 mm)  | 1,3 pulgadas (32 mm)                     | 2,2 pulgadas (56 mm) alrededor de la maquinaria |
| Implacable (23.500 toneladas)   | 3 pulgadas (76 mm)    | 2,5 pulgadas (64 mm)                     | 4,5 pulgadas (114 mm)                           |
| Shinano (62.000 toneladas)      | 3,1 pulgadas (80 mm)  | 3,9 pulgadas (99 mm)                     | 5 pulgadas (127 mm)                             |
| Midway (45.000 toneladas)       | 3,5 pulgadas (89 mm)  | 2 pulgadas (51 mm)                       | 7,9 pulgadas (200 mm)                           |

## Teoría
El blindaje a nivel de la cubierta de vuelo protegería al hangar y a los aviones almacenados allí de la mayor parte de las bombas. El blindaje de la clase Illustrious estaba diseñado para protegerlo contra bombas de 1.000 libras (454 kg). En la clase Illustrious, la cubierta de vuelo blindada se extendía por aproximadamente dos tercios del largo del buque, limitada por los dos ascensores de aviones (que no poseían protección blindada). La cubierta está cerrada por laterales y mamparos blindados de 4,5 pulgadas (114 mm) de espesor, formando una caja blindada. Los mamparos tenían portales blindados deslizantes para permitir el acceso entre el hangar y el ascensor de aviones. Existían placas metálicas laterales de 3 pulgadas (76 mm) de espesor de la cubierta principal blindada que iban desde la base de las paredes laterales del hangar hasta la parte superior del cinturón lateral blindado. Este último protegía a la maquinaria, los polvorines, a los depósitos de combustible para los aviones y depósitos de armamento. Los hangares cerrados y blindados de la Armada Real eran capaces de ser sellados ambientalmente para ser protegidos contra ataques con armas químicas. El diseño blindado significaba que debían ser atacados con bombas perforantes, que tienen mucho menos efecto de daño por explosión que los que poseen las bombas de propósito general, que tienen el doble de la cantidad de explosivos. Las bombas de propósito general también causan severos daños al casco si llegan a explotar en el agua cerca de este; las bombas perforantes tienen mucho menor capacidad de hacer esto. El diseño de hangar abierto de la Armada de Estados Unidos permitía que una mayor cantidad de aviones fueran calentados mientras se encontraban al interior de este, teóricamente reduciendo el tiempo requerido para lanzar un ataque, pero el almacenamiento de combustible y aviones armados en un hangar sin blindaje era extremadamente peligroso:

...El capitán John S. McCain del portaaviones USS Ranger...realmente prefería un portaaviones relativamente pequeño, mientras pudiera ser protegido contra las bombas. En forma repetida él le dijo a la Dirección General de la Marina de los Estados Unidos que cualquier portaaviones estadounidense, si sus cubiertas de vuelo de hangar estuvieran repletas con aviones armados y llenos de combustible, era un infierno potencial, y que los cazas amigos no podían garantizar la seguridad de ninguna cubierta de vuelo...

Durante la guerra, los británicos equiparon con calefactores de inmersión los tanques de aceite de sus aviones de tal forma que se requería un calentamiento mínimo cuando ellos alcanzaban la cubierta de vuelo.
Los portaaviones estadounidense y los primeros japoneses tenían el blindaje instalado en la cubierta del hangar, esencialmente tratando los espacios del hangar y la cubierta de vuelo como si fuera una superestructura - haciendo que estas áreas fueran muy vulnerables a las explosiones de las bombas de propósito general y a otras explosiones, que a su vez podían causar masivas cantidades de bajas cuando se les comparaba con los diseños de la Armada Real. Una bomba que impactara la cubierta de vuelo lo más probable era que penetrara y explotara en la cubierta de vuelo, pero el blindaje instalado allí aún podía proteger los espacios vitales del buque - incluyendo los espacios de los motores y el almacenamiento de combustible. También la cubierta de vuelo posiblemente podía hacer que las bombas explotaran en forma prematura, lo cual podría reducir la posibilidad de atravesar la cubierta del hangar. Un diseño de ese tipo permitía hangares más grandes sin paredes laterales (mejorando la ventilación pero haciendo que el buque fuera muy vulnerable al ataque por armas químicas) y la instalación de ascensores ubicados en los bordes de la cubierta. Los portaaviones de la Armada de Estados Unidos movieron la cubierta de resistencia estructural a la cubierta de vuelo, comenzando por la clase Forrestal que tenía "...un hangar cerrado...".
Los sistemas de reabastecimiento y almacenamiento de combustible de aviación eran extremadamente vulnerables. La Armada Real almacenaba el combustible de aviación en estanques cilíndricos, que a su vez estaban rodeados por agua de mar. También las líneas de combustible de aviación eran purgadas usando dióxido de carbono cuando no se encontraban en uso. La Armada de Estados Unidos también usaba un sistema similar, que posteriormente fue mejorado después de que las dos armadas comenzaron a intercambiar información en el año 1940. Los diseños de portaaviones de preguerra de la estadounidense y japoneses usaban un sistema de almacenamiento de combustible que no era tan seguro como el usado por Armada Real, pero permitía que se pudiera almacenar una cantidad mucho mayor de combustible. Varios portaaviones estadounidenses y japoneses fueron perdidos debido a las explosiones provocadas por los vapores del combustible de aviación.

## Doctrina y diseño
La Armada Real tenía que estar lista para combatir una guerra en los confines del Mar del Norte y del Mar Mediterráneo, bajo el alcance de las fuerzas aéreas enemigas basadas en tierra. La Armada Real, con su extensa red de bases y colonias en el Océano Pacífico, también tenía que estar lista para combatir en las vastas extensiones del Pacífico, así como también la Armada de Estados Unidos y la Armada Imperial Japonesa, pero ambas no tenían que preocuparse de operar en el Mediterráneo. Las diferencias en construcción fueron determinadas por una doctrina que estaba condicionada principalmente por las diferentes aproximaciones al mismo problema táctico: cómo destruir a los portaaviones enemigos mientras sobrevivir al inevitable contraataque. Previo a la Segunda Guerra Mundial tanto la Armada Real como la Armada de Estados Unidos reconocían que los bombarderos en picado podían destruir las cubiertas de vuelo de los portaaviones enemigos:

...Desde el año 193 en adelante, el Almirantazgo mostró un creciente interés en el bombardeo en picado, como el mejor medio para lanzar en forma precisa contra buques pequeños y altamente maniobrable. El bombardeo en picado también era particularmente atractivo como un medio de neutralizar a los portaaviones enemigos, que algunos en la Fleet Air Arm (en castellano: Arma Aérea de la Flota) consideraban sus principales blancos. Los observadores británicos parecen haber quedado impresionados por las demostraciones estadounidenses...

La Armada Real así se vio encarada con diseñar un portaaviones que pudiera sobrevivir bajo las condiciones que se podían esperar en los océanos Atlántico, Mediterráneo y Pacífico, y antes del desarrollo de un radar naval efectivo; estas demandas conflictivas resultaron en el desarrollo de portaaviones cuyas cubiertas estaban blindadas contra bombas perforantes de 500 libras (227 kg) y bombas de propósito general de (454 kg) . La Armada Real consideraba que para un portaaviones sin blindaje era altamente improbable el poder lanzar más de una carga de cubierta de ataque, consistiendo esta de todos los aviones que podían estar de una sola vez en la cubierta de vuelo de un portaaviones específico, antes de ser atacado a su vez, de tal forma que los portaaviones con cubierta de vuelo blindada aceptaban una reducción en la capacidad del hangar equivalente en aviones a una carga de cubierta de ataque. Los portaaviones de flota de la Armada de Estados Unidos, la Armada Imperial Japonesa y algunos de la Armada Real tal como el Ark Royal tenían suficiente capacidad para permitir dos "paquetes", cada uno igual a una carga de cubierta de aviones de ataque. La Armada Real y la Armada Imperial Japonesa limitaban la capacidad de aviones de sus portaaviones a lo que se podía transportar en los hangares del portaaviones. El uso de un estacionamiento permanente en la cubierta parecía darle a los portaaviones de la Armada de Estados Unidos una mucho mayor capacidad de aviones que a los portaaviones con cubierta blindada contemporáneos de la Armada Real. También la cubierta de vuelo blindada reducía el largo de esta, lo que llevaba a una reducción de la capacidad máxima de aviones del portaaviones con dicha cubierta, sin embargo, la mayor parte de la disparidad en capacidad de aviones entre los portaaviones de la Armada de Estados Unidos y de la Armada Real era explicada por el uso del estacionamiento permanente en la cubierta de vuelo por parte de los portaaviones estadounidenses.
La Armada Real también tenía la desventaja de que entró a la Segunda Guerra Mundial teniendo que enfrentar una fuerza aérea basada en tierra grande y cuyos aviones tenían un desempeño superior a todos los aviones navales existentes, mientras que al mismo tiempo la creciente demanda de la Real Fuerza Aérea de aviones de alto desempeño basados en tierra, después de la caída de Francia, lo que atrasó el desarrollo y producción de aviones para el Arma Aérea de la Flota. Por otro lado, la Armada Real introdujo rápidamente nuevas tecnologías, tales como el radar que mejoró las capacidades defensivas de los portaaviones. Pero finalmente la Armada Real se vio obligada a desarrollar nuevas doctrinas operacionales en medio de la guerra. En contraste, la Armada de Estados Unidos fue capaz de beneficiarse de las transferencias de tecnología realizadas por el Reino Unido, que las compartió libremente con la armada estadounidense, previo a la entrada a la guerra por parte de esta última, permitiéndole anticipar los necesarios para preparar a sus portaaviones para el conflicto que se avecinaba contra Japón. La armada estadounidense diseñó cubiertas de vuelo blindadas para los portaaviones de flota de la clase Midway basados en análisis de la efectividad de las cubiertas blindadas usadas por la Armada Real. También la Armada Imperial Japonesa se benefició al ser capaz de observar la efectividad en acción de los portaaviones de la Armada Real, mientras que tanto la Armada de Estados Unidos como la Armada Imperial Japonesa fueron capaces de introducir nuevos tipos de aviones previo al inicio de las hostilidades durante la Segunda Guerra Mundial.

## Restricciones para los aviones embarcados
Todos los portaaviones de la Armada Real tenían hangares con un alto de 16 pies (4,9 metros), excepto los dos buques de la clase Implacable, que tenían un alto de 14 pies (4,3 metros) y el Indomitable que tenía un hangar inferior con un alto de 16 pies (4,9 metros) y un hangar superior con 14 pies (4,3 metros). La clase Illustrious tenía un único hangar con un alto de 16 pies (4,9 metros) con un largo de 468 pies (143 metros). Dentro de los límites del diseño del buque, y de los del Segundo Tratado Naval de Londres con los que cumplía, los portaaviones de la clase Indomitable e Implacable tuvieron que aceptar una reducción en la altura (para poder mantener la altura metacéntrica dentro de límites aceptables) y tamaño de los hangares, y como un resultado, ponía algunas restricciones a los tipos de aviones que se entregaban bajo la vía de la Ley de Préstamo y Arriendo. Por lo general los portaaviones de la Armada Imperial Japonesa tenían hangares con una altura de 16 pies (4,9 metros), incluyendo los portaaviones Taiho y Shinano. Los portaaviones estadounidenses de la clase Lexington tenían una altura de los hangares de 20 pies (6,1 metros) mientras que las clases Yorktown, Wasp, Essex y Midway tenían hangares con un alto de 17 pies y 6 pulgadas (5,33 metros).

## Defensas
La aproximación británica a las cubiertas de vuelo blindadas fue una forma efectiva de defensa pasiva contra los ataques con bombas y de kamikazes que hicieron blanco en sus portaaviones. En los portaaviones estadounidenses la defensa quedaba principalmente en manos de los cazas que tenían la misión de que esos ataques no se produjeran en primer lugar. Los portaaviones británicos tales como el Ark Royal o el Illustrious tenían un equipamiento de artillería antiaérea mucho más pesado que sus contrapartidas estadounidenses, eso hasta la introducción de los portaaviones estadounidenses de la clase Essex. El Ark Royal, en el año 1940, estaba equipado con 16 cañones de 4,5 pulgadas, 32 cañones de 40mm "Pom-pom" y 32 ametralladoras de 0,5 pulgadas contra los 8 cañones de 5 pulgadas, 16 cañones de 28 mm y 24 ametralladoras de 0.50 pulgadas para el Enterprise, en el año 1940. "Sin embargo, en tiempo de guerra la Armada de Estados Unidos encontró fascinantes a los portaaviones blindados. Después de haber examinado al HMS Formidable en el año 1940, el agregado naval estadounidense comentó que, si el estuviera cruzando el Pacífico, él preferiría estar en el Yorktown, el equivalente estadounidense más cercano, sobre la base de que podía llevar menos aviones, pero era mucho más probable de llegar a su destino". Hacia finales de la guerra la Armada de Estados Unidos operaba muchos portaaviones juntos y tenía un radar mejorado, sus cazas y defensa antiaérea era razonablemente efectiva, pero aún los ataques convencionales y de kamikazes fueron capaces de penetrar las defensas estadounidenses. Los portaaviones Bunker Hill y Franklin casi sucumbieron a ataques de estos tipos en el año 1945. Los grupos aéreos más grandes (entre 80 y 110 aviones contra entre 52 y 81 para los buques de guerra británicos más nuevos) permitían tener una patrulla aérea de combate (en inglés: Combat Air Patrol, CAP) más efectiva sin reducir la capacidad de ataque, mejorando la protección de todo el grupo de batalla y aliviando la carga de los portaaviones de escolta. Los cazas basados en portaaviones fueron capaces de derribar muchos más aviones kamikazes de lo que sería capaz de proteger cualquier cantidad de blindaje en las cubiertas de vuelo, lo que demostró el valor de los números absolutos, pero al principio de la guerra los aviones de la Armada Imperial Japonesa tenían poca dificultad en penetrar las patrullas aéreas de combate estadounidenses; cerca del final de la guerra, los veteranos pilotos de caza estadounidenses volando en los superiores cazas F6F Hellcat y F4U Corsair fueron capaces de destruir con facilidad a los jóvenes, inexpertos y mal entrenados pilotos kamikazes y también acumular abultadas cantidades de derribos pero finalmente aún estos eran capaces de penetrar las defensas y hacer blanco en los buques. Adicionalmente a una mayor cantidad de aviones asignados a los portaaviones, la Armada de Estados Unidos tenía flotas más grandes y más recursos, así que ellos podían colocar piquetes de destructores y desarrollar buques antiaéreos especializados tales como los cruceros antiaéreos de la clase Atlanta que alejarían la atención de los portaaviones.
El historiador naval británico D.K. Brown dijo que las diferencias prácticas entre las filosofías de diseño estadounidense y británica en términos claros: "Mas cazas serían mejor protección que el blindaje" pero los diseños británicos eran buenos para las circunstancias para los cuales fueron construidos. Aún, incluso el Ark Royal, el portaaviones británico más nuevo previo a la Segunda Guerra Mundial, nunca operaron cercano a su capacidad teórica para llevar aviones. Previo al desarrollo de un radar efectivo y de cazas monoplanos de alta velocidad, una defensa de cazas exitosa era extremadamente poco probable para cualquier armada y de esta forma poniendo en duda las conclusiones de D.K. Brown. Con los beneficios de la cubierta de vuelo blindada se pretendía resolver estos problemas. Menos aviones significaba una prioridad de ataque más baja en relación con los portaaviones estadounidenses más pesadamente armados y la doctrina operacional de la Armada Real dictaba grupos aéreos más pequeños y los portaaviones con hangares blindados también tenían abastecimientos de gasolina y municiones para los aviones más pequeños. Sin embargo, los portaaviones de la Armada Real llevaban mucho más aviones en etapas posteriores de la guerra, llevándolos estacionados en la cubierta de vuelo cuando esta adoptó una doctrina operacional al estilo de la usada por la Armada de Estados Unidos. La segunda generación de portaaviones blindados de la Armada Real, las clases Indomitable e Implacable tenían un hangar inferior adicional de media longitud, eran considerablemente menos superados por sus contrapartes estadounidenses en la cantidad de aviones con la que ellos operaban. La Armada Real cuando operaba en un clima mucho más inclemente protegía sus aviones de los elementos y no usó la cubierta de vuelo para estacionar aviones en forma permanente en la parte inicial de la guerra. Los portaaviones estadounidenses y sus cazas derribaron más de 1900 aviones suicidas durante la Operación Kikusui (el último y más grande ataque kamikaze realizado durante la campaña de Okinawa), contra solo 75 por parte de los británicos, aunque ambas fuerzas sufrieron la misma cantidad de impactos severos (cuatro), contra sus portaaviones. Sin embargo los kamikazes realizaron 173 ataques contra otros blancos estadounidenses y los cuatro portaaviones estadounidenses sufrieron una masiva cantidad de bajas, en contraste a las relativamente ligeras bajas en los portaaviones británicos.

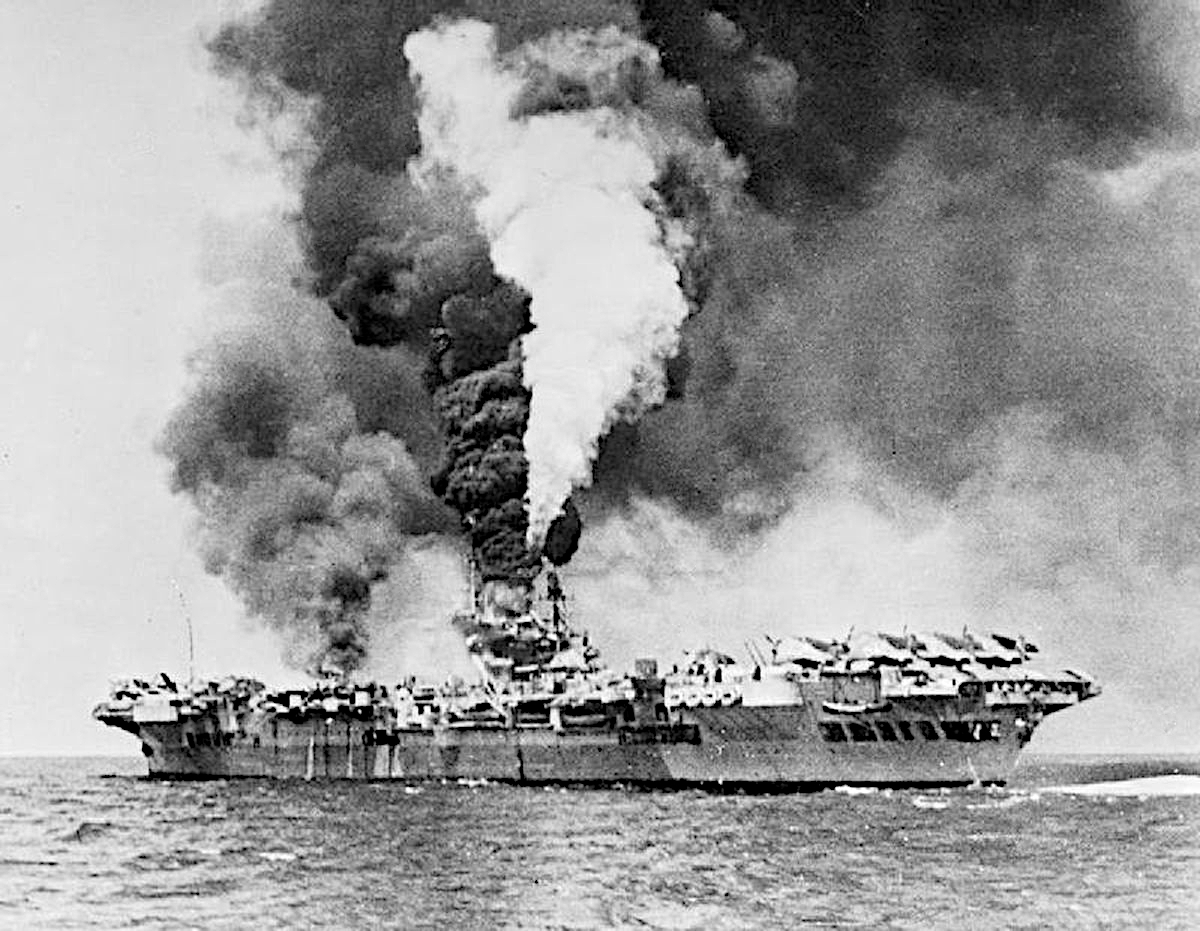
El HMS Formidable (67) incendiándose tras dos ataques kamikaze, Okinawa, 9 de mayo de 1945. Bajas totales, 3 muertos y 19 heridos.

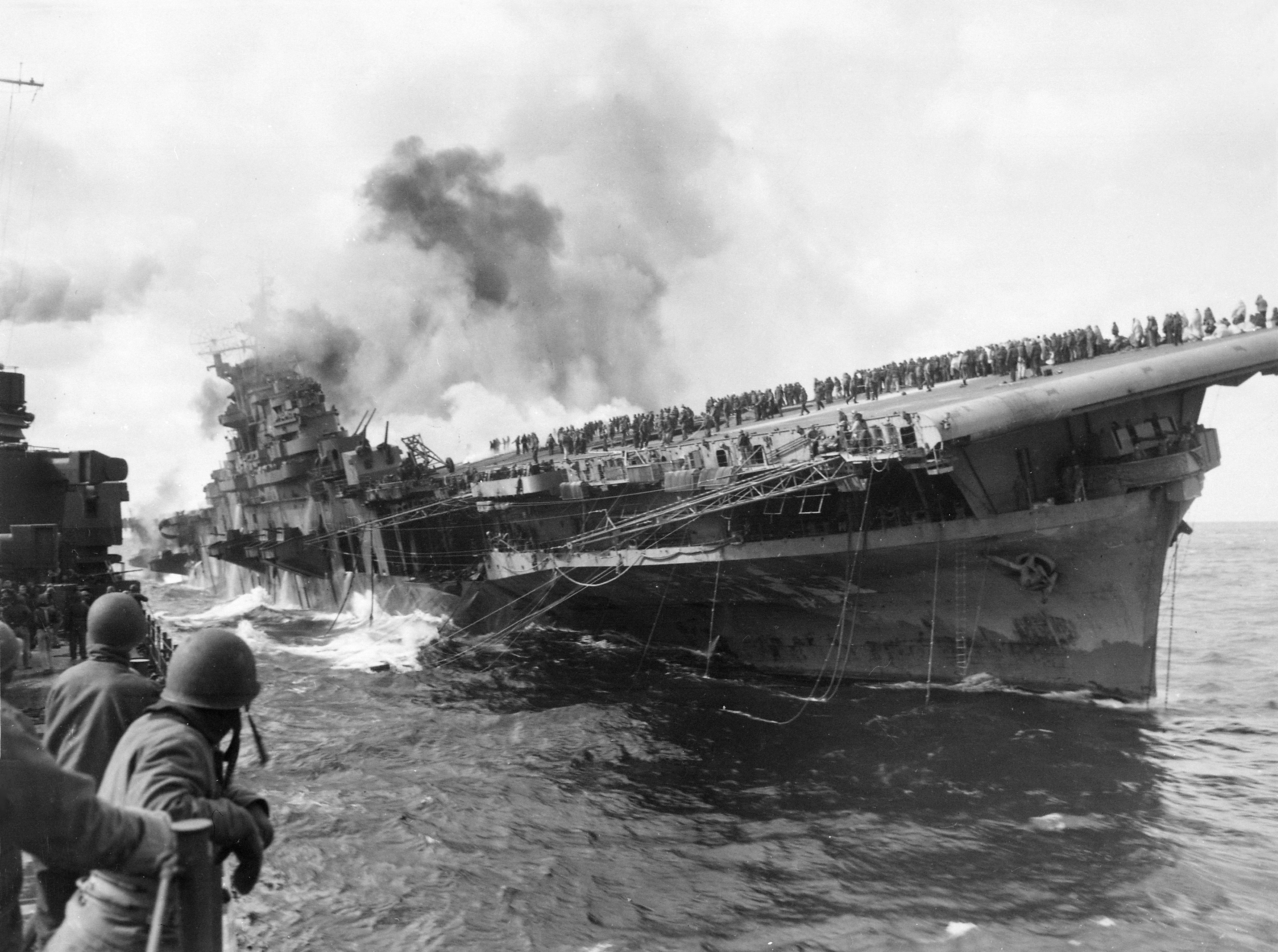
El USS Franklin inclinándose, con la tripulación en cubierta, debido a que una bomba perforó la cubierta de vuelo no blindada, 19 de marzo de 1945.

En conjunto la amenaza de los ataques kamikaze era seria, pero las defensas aliadas la neutralizaron, y muchos ataque kamikazes fallaron completamente en impactar la cubierta blindada o rebotaron en las cubiertas de los portaaviones británicos y estadounidenses. En algunos casos, los kamikazes solo lograron rozar sus blancos haciendo solo daños superficiales que fueron arreglados en cuestión de minutos o de horas, o erraron por completo, debido al pobre entrenamiento y la menor experiencia de vuelo de sus pilotos. En la mayoría de los casos en que los kamikazes que lograron provocar daños estos no fueron mayores a los que hubieran provocado a buques más pequeños. Después de un impacto kamikaze exitoso, los británicos eran capaces de limpiar la cubierta de vuelo y reanudar sus operaciones de vuelo en cuestión de horas, mientras que sus contrapartes estadounidenses a menudo podían hacer lo mismo, pero no siempre; en algunos casos las reparaciones tomaban días o incluso meses. El oficial de enlace estadounidense a bordo del HMS Indefatigable comentó: "Cuando un kamikaze impacta a un portaaviones estadounidenses significan 6 meses de reparaciones en Pearl Harbor. Cuando un kamikaze impacta a un portaaviones "Limey" (nota del traductor: en inglés un término coloquial para británico) es solo un caso de "Barrenderos, a sus escobas."”
Los portaaviones estadounidenses de la clase Essex sufrieron muy altas cantidades de bajas provocadas por impactos graves de los kamikazes, aunque sobrevivieron a esos ataques. El USS Franklin fue impactado por dos bombas de 250 kg(550 libras), una perforante semiblindada (en inglés: Semi-Armour Piercing, SAP) y una de propósito general (en inglés: General Purpose, GP), y ambas penetraron en el hangar e hicieron explotar munición, matando a 724 tripulantes. El USS Bunker Hill fue severamente dañado por un par de impactos de kamikazes que mataron 346 tripulantes. Cada uno de estos portaaviones estadounidenses sufrió más bajas que todos los portaaviones británicos blindados combinados, mostrado con claridad la característica de ahorro de vidas del diseño de portaaviones británicos. El Illustrious, que tuvo la cantidad de bajas más alta, sufrió 126 bajas fatales y 84 heridos cuando fue impactado por seis bombas de 500 kg (1100 libras) el 10 de enero de 1941. La Armada de Estados Unidos estudió las cualidades defensivas superiores de los portaaviones blindados de la Armada Real y este análisis es revelado parcialmente en el informe de daños después del ataque al portaaviones USS Franklin el 13 de marzo de 1945:

Como un resultado del estudio de los daños sostenidos por varios portaaviones británicos previo a nuestra entrada en la guerra, dos importantes desviaciones al diseño tradicional de los portaaviones de la Armada de Estados Unidos fueron incorporadas en la clase CVB, entonces aún en desarrollo. El HMS ILLUSTRIOUS en una acción frente a Malta el 1 de enero de 1941 fue impactado por varias bombas, tres de las cuales detonaron en el espacio del hangar. Se declararon grandes incendios entre los aviones estacionados allí demostrando la conveniencia de intentar confinar los límites de tales explosiones e incendios por la sectorización estructural del espacio del hangar. Por lo tanto, en la clase CVB el hangar fue dividido en cinco compartimientos separados por mamparos divisores de STS de 40 y 50 libras (18 y 23 kg respectivamente) que se extendían desde la cubierta del hangar hasta la cubierta de vuelo, cada uno equipado con un gran puerta adecuada para permitir el manejo de los aviones. Se espera que esta sectorización, en conjunto con sistemas de aspersores y niebla de espuma, prevendrá en forma efectiva que los incendios se expandan a través del espacio del hangar, como ocurrió con el FRANKLIN el 30 de octubre y el 19 de marzo. Los daños experimentados por varios portaaviones británicos, que a diferencia de los nuestros estaban equipados con cubiertas de vuelo blindadas, demostraron la efectividad de tal tipo de blindaje en proteger los espacios del hangar contra las bombas de propósito general y a los espacios vitales ubicados debajo del hangar contra bombas perforantes semiblindadas. Por consiguiente, la clase CVB fue diseñada con una cubierta de vuelo blindada que consistía en STS de 3,5 pulgadas (89 mm) desde la cuaderna 46 a la 175 con la cubierta del hangar consistiendo de dos trayectos de STS de 40 libras (18 kg) entre las armazones 36 y 192. Aunque ninguno de los portaaviones de la clase CVB fueron completados a tiempo para tomar parte en las operaciones de guerra, la efectividad de las cubiertas de vuelo blindadas para protegerse contra los ataques de los kamikazes fue demostrada por varios portaaviones asignados a la Flota Británica del Pacífico. La referencia (k) informa de dos interesantes casos de ese tipo. El VICTORIOUS fue impactado por tres aviones kamikazes, dos de los cuales rebotaron en la cubierta blindad y cayeron por el costado, sin causar daños importantes. El tercero llevaba una bomba que detonó en la cuaderna 30 de estribor en el extremo de la cubierta de vuelo blindada de 3 pulgadas (76,2 mm) que estaba construida con acero de calidad "D" (que es equivalente al acero HTS) de 1,5 pulgadas (38,1 mm). Parece que realmente el kamikaze no golpeó al buque. Sin embargo, la detonación de la bomba provocó una ligera depresión en la cubierta de 3 pulgadas (76,2 mm) pero no logró perforarla. Por otro lado, las placas de cubierta de calidad "D" de 1,5 pulgadas (38,1 mm) fueron rajadas y abiertas en una superficie total de aproximadamente 25 pies cuadrados (2,32 m²). Se requirieron dos días para realizar reparaciones temporales, al término de las cuales el buque se encontró completamente operacional. El HMS FORMIDABLE fue impactado por dos bombas, la primera de las cuales impactó y detonó en la cubierta de vuelo a 9 pies (2,74 m) a babor de la línea central de la cuaderna 79, directamente sobre una viga profunda y en la unión de tres placas blindadas. La cubierta blindada fue hundida en un área de 24 pies (7,32 m) de largo por 20 pies (6,10 m) de ancho. El hundimiento máximo fue de 15 pulgadas (381 mm). Las curvaturas adyacentes ubicadas a 12 pies (3,66 m) adelante y atrás del punto de impacto fueron hundidas ligeramente. Se produjo un hoyo de 2 pies cuadrados (0,19 m²) en la cubierta de 3 pulgadas (76,2 mm). Tres fragmentos penetraron hacia la parte de abajo del buque hacia la sala de calderas central. El daño en esta sala de calderas, que no fue descrito, redujo temporalmente la velocidad a 18 nudos. La segunda bomba impacto y detonó en la línea central de la cubierta de vuelo en la cuaderna 94. La cubierta de 3 pulgadas (76,2 mm) y la viga profunda directamente abajo del punto de impacto fueron hundidas en aproximadamente 4,5 pulgadas (114 mm) y uno de los remaches se soltó. Sin embargo, el buque estaba totalmente operacional en aproximadamente cinco horas, incluyendo la realización de operaciones de vuelo.

El único portaaviones aliado perdido por un impacto en la cubierta fue el portaaviones ligero estadounidense de la clase Independence, el USS Princeton (CVL-23). Pero hay que considerar que los portaaviones ligeros y de escolta no contaban con blindaje, sin protección en el hangar o la cubierta de vuelo, y de esta forma su comportamiento era muy pobre en caso de impactos contra la cubierta de vuelo.

### Análisis posteriores a la guerra
Lo que no fue descubierto hasta finales de la guerra fue que los impactos de los kamikazes tuvieron un efecto de largo plazo sobre la integridad estructural de los portaaviones británicos que acortó su vida operacional después de acabada la guerra, ya que la Armada Real carecía de los recursos financieros para reparar el daño, en contraste a los vastos recursos de la Armada de Estados Unidos que incluso fue capaz de reconstruir portaaviones tales como el USS Franklin que había sido severamente dañado y su tripulación diezmada por un grave ataque de la Armada Imperial Japonesa. El HMS Formidable (R67) fue un excelente ejemplo de esto; mientras este buque pudo resistir un grave impacto por un kamikaze que hizo un agujero en su cubierta blindada en el año 1945, este impacto causó severos daños estructurales internos y torció permanentemente el casco (este daño fue empeorado en un accidente de manejo de aviones ocurrido en la posguerra cuando un Vought Corsair cayó de un ascensor y barrió la cubierta del hangar con fuego de sus cañones de 20 mm, causando un grave incendio); pero los planes para reconstruirlo como se hizo con el HMS Victorious fueron abandonados debido a recortes del presupuesto y no al daño estructural, finalmente este buque estuvo en la reserva hasta el año 1956 antes de ser remolcado a su destino final y ser desguazado. La Armada Real planificó reconstruir a la mayoría de sus portaaviones blindados en el período inicial de la posguerra:

Parece haber sido el consenso general de que el primer buque en ser modernizado debería haber sido un Illustrious. El Formidable había sido guardado y en cualquier caso requería de un largo reequipamiento, así que fue seleccionado provisionalmente para ser modernizado. El Illustrious era un portaaviones de entrenamiento de aterrizaje en cubierta y de pruebas, y podía ser dejado de usar, particularmente ya que era necesario para probar a la nueva generación de aviones navales. Esto solo dejaba al HMS Victorious como el único otro candidato. A principios del año 1951 los otros dos buques del programa eran el HMS Implacable, seguido por el HMS Indefatigable, para ser modernizados, respectivamente, entre 1953 y 1955 (para relevar al HMS Eagle para que este pudiera ser reequipado en el año 1956 con catapultas a vapor) y entre 1954 y 1957. El HMS Indomitable estaba programado para una modernización más limitada (en el año 1957) como el futuro buque de entrenamiento de aterrizaje en cubierta. En esa época el Eagle estaba programado para ser terminado en agosto de 1951 y el Ark Royal en el año 1954, de tal forma que el programa completo hubiera proporcionado a la Armada Real con cinco portaaviones de flota además de un buque de entrenamiento de aterrizaje en cubierta semimodernizado.

El Illustrious sufrió un castigo similar, especialmente frente a Malta en el año 1941 cuando fue impactado por bombarderos en picado alemanes y hacia el final de la guerra estaba limitado a 22 nudos (41 km/h) ya que a que su eje central estaba inutilizable debido al daño acumulativo durante la guerra; el buque pasó cinco años como un portaaviones de entrenamiento y pruebas (1948 a 1953) y fue retirado en el año 1954. El Indomitable fue completamente reequipado a una condición como nuevo, solo para sufrir a bordo una grave explosión de gasolina, lo que causó "considerable daños estructurales y eléctricos a la nave". El Indomitable fue reequipado entre los año 1948 y 1950 y sirvió como buque insignia de la Home Fleet y luego sirvió un despliegue al Mediterráneo, donde fue dañado por una explosión de petróleo. Fue parcialmente reparada antes de dirigirse bajo su propio impulso a la Parada de la Coronación de la Reina Elizabeth II en el año 1953, antes de ser colocado en la reserva en el año 1954. El Indomitable fue desaguazado en el año 1956. La explosión que ocurrió en la cubierta del hangar del Indomitable, que fue grave, también hubiera causado en un portaaviones de la clase Essex graves bajas y extensos daños, varios de los cuales regresaron al servicio después de explosiones en el hangar, principalmente debido a los considerables recursos financieros y materiales de la Armada de Estados Unidos. La Armada Real de la posguerra solo pudo permitirse reconstruir al Victorious y tuvo que abandonar los planes para reconstruir a los otros cuatro portaaviones blindados debido al costo y para cubrir las necesidades de tripulación de los portaaviones construidos en la posguerra, tales como el Ark Royal, ya que también sufrió reducciones en su dotación.
Otro factor es la ventaja en recursos que la Armada de Estados Unidos tenía sobre la Armada Real. Los numerosos y amplios astilleros en las costas oeste y este permitían a la Armada de Estados Unidos construir y reparar portaaviones a un ritmo relajado y a una calidad individual más alta, mientras que colectivamente producía buques a un ritmo furioso. Los británicos con sus sobrepasadas instalaciones estaban forzados a apresurar su reparaciones (de hecho los sobrecarga de los astilleros británicos había forzado a enviar a algunos buques a Estados Unidos para que fueran reparados) y algunas naves como el Illustrious, fueron forzados a volver al servicio incluso aunque no estaban totalmente reparados. La Armada Real estaba en un estado de continua contracción después de la Segunda Guerra Mundial y simplemente no tenía los recursos o la inclinación para reparar buques a los cuales ya ni siquiera podía completarles su tripulación.

## ClasesMidwayyForrestal
Mientras que el blindaje al nivel de la cubierta de la vuelo fue finalmente adoptado por los estadounidenses para el diseño de la clase Midway, la cubierta de fuerza estructural permaneció al nivel del hangar. El Midway originalmente habían sido planificados con un armamento de cañones muy pesado (armas de 8 pulgadas o 203 mm). La remoción de estas armas liberó el suficiente tonelaje para agregar 3 pulgadas (76 mm) de blindaje al nivel de la cubierta de vuelo. Mientras esto tenía una gran cantidad de sentido desde la perspectiva del grupo aéreo, los buques de la clase Midway quedaban muy bajos al flotar para un portaaviones (debido a su mucho mayor desplazamiento), ciertamente mucho más bajo que los portaaviones más pequeños de la clase Essex y tenían gran cantidad de problemas para operar en mar gruesa. Casi universalmente los buques con cubierta de vuelo blindada (excepto por la clase Midway como fue terminada) estaban equipados con una proa para huracanes, donde la proa está sellada hasta el nivel de la cubierta de vuelo; la experiencia de tiempo de guerra demostró que los buques con una proa para huracanes (que también incluían a los portaaviones estadounidenses de la clase Lexington) se inundaban menos que los buques que tenían una proa abierta. Reequipamientos posteriores a la clase Midway para abultar su casco y mejorar su francobordo provocaron que tuvieran una peligrosa y brusca escora, que hacía las operaciones de vuelo difíciles incluso en mares moderados. Por lo tanto esto no fue repetido en el Coral Sea (el Roosevelt había descomisionado años antes). Después de la guerra, la mayor parte de los buques de la clase Essex fueron modificados con una proa para huracanes y en el caso del Oriskany la superficie de madera de la cubierta de vuelo fue reemplazada con aluminio para mejorar la resistencia a los chorros de los motores a reacción, haciendo parecer que tenía una cubierta de vuelo blindada, pero de hecho su blindaje permaneció al nivel del hangar.
Los superportaaviones de la época de posguerra, comenzando con la clase Forrestal — que era 200 pies (61,0 m) más largo y 40 pies (12,2 m) más ancho en la manga que sus contrapartes de la Segunda Guerra Mundial – finalmente como resultado de su gran tamaño se vieron forzados a mover la cubierta de fuerza estructural hacia el nivel de la cubierta de vuelo; un casco de poco calado con esas dimensiones sería algo demasiado poco práctico para ser continuado. El tema de la protección no tuvo influencia en el cambio; la clase Forrestal tenía una cubierta de vuelo blindada de al menos 1,5 pulgadas de espesor. Algunas de las siguientes clases al Forrestal también tenían cubiertas de vuelo blindadas aunque la cubierta de vuelo es de poco uso contra los modernos misiles antibuque, podrían ayudar a limitar el daño originado por explosiones en la cubierta de vuelo. La experiencia de la Segunda Guerra Mundial provocó un cambio en su política de diseño en favor de las cubiertas de vuelo blindadas:

El principal blindaje usado por el Enterprise es la pesada cubierta de vuelo blindada. Esto probó ser un factor significante en el incendio y explosiones catastróficas que ocurrieron en la cubierta de vuelo del Enterprise en el año 1969. La Armada de Estados Unidos aprendió su lección en la forma difícil durante la Segunda Guerra Mundial cuando todos sus portaaviones solo tenían cubiertas de hangar blindadas.